# Gampelen

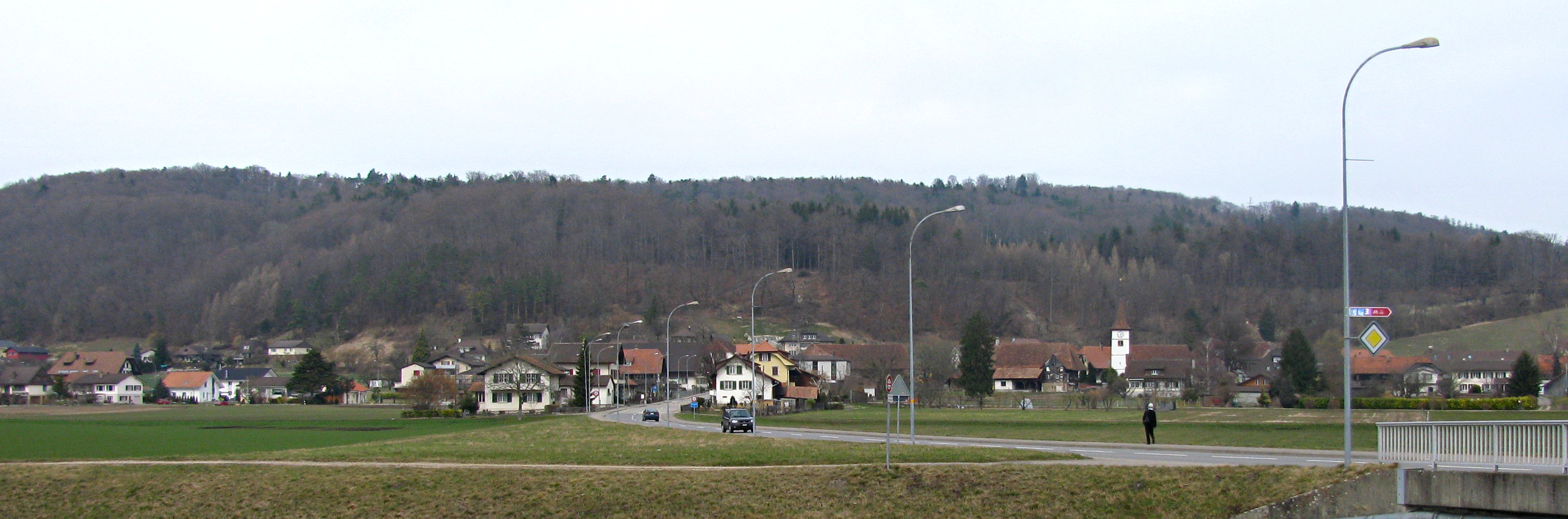
Gampelen

Gampelen (tiếng Pháp: Champion) là một đô thị ở huyện Erlach ở bang Bern ở Thụy Sĩ. Đô thị này có diện tích 10,8 km², dân số năm 2005 là 757 người.
Gampelen là đô thị duy nhất của bang Bern giáp hồ Neuchâtel, cũng là đô thị duy nhất bang này sử dụng tiếng Đức (84,9% dân số sử dụng), 11,4% sử dụng tiếng Pháp.